# K-Meleon
K-Meleon és un navegador lliure basat en Gecko. L'objectiu de K-Meleon és proveir un navegador lleuger per Windows, semblant a Galeon o Firefox. K-Meleon es distribueix sota la llicència GNU.
Destaquen particularment la seva rapidesa (superior a Mozilla, Netscape o Firefox) i el seu escàs consum de recursos del sistema, la qual cosa fa que funcioni perfectament en ordinadors molt antics. Així mateix és configurable i molt modificable, sent molt senzill afegir qualsevol funcionalitat (encara que no hagi estat en principi prevista pels seus dissenyadors). Els fòrums de la seva pàgina oficial són molt actius i d'una utilitat inusitada, sent el millor lloc per rebre suport tècnic i consells diversos dels seus membres.
Com s'utilitza la interfície nativa de Windows en lloc de XUL, a K-Meleon no es poden instal·lar extensions i temes de Mozilla, possiblement una de les característiques més importants d'aquests navegadors. No obstant això, K-Meleon té el seu propi conjunt d'addons com macros i skins, que poden estendre les funcionalitats i personalitzar l'aparença del navegador.
Després d'un alentiment del seu desenvolupament durant els anys 2004 i especialment 2005, a causa de l'abandonament del projecte per part dels seus desenvolupadors, al gener del 2006 es va donar un vigorós rellançament gràcies a la inclusió de nous administradors i desenvolupadors que han donat nova vida al projecte. Després de llançar dues actualitzacions de seguretat entre gener i abril del 2006, l'1 d'agost del 2006 va sortir la primera versió no beta del navegador, que incloïa nombroses novetats i millores, i igual que passa amb Firefox o SeaMonkey, es publiquen revisions a mesura que a Gecko es corregeixen errors.
Amb la versió 1.00 es va donar suport natiu per als idiomes anglès, francès i alemany. La versió 1.1, publicada al 22 de maig del 2007 va incorporar per primera vegada el castellà com a idioma amb suport natiu. La versió 1.5, publicada l'agost del 2008, va significar un gran salt endavant i una completa reestructuració interna del programa al substituir les capes per pestanyes (amb el consegüent estalvi de recursos del sistema) i reescriure al voltant d'una tercera part del codi, incloent a més, traduccions al rus i al polonès.